# Josef Němec (fotbalista, 1945)
Josef Němec (* 25. ledna 1945) je bývalý český fotbalový záložník.

## Fotbalová kariéra
V československé lize hrál za TJ Gottwaldov. Nastoupil ve 20 ligových utkáních. Gól v lize nedal. Z Gottwaldova odešel do Spartaku PS Přerov.

## Ligová bilance
| Ročník                                   | Zápasy | Góly | Klub          |
| ---------------------------------------- | ------ | ---- | ------------- |
| 1. československá fotbalová liga 1969/70 | 13     | 0    | TJ Gottwaldov |
| 1. československá fotbalová liga 1970/71 | 7      | 0    | TJ Gottwaldov |
| CELKEM 1. liga                           | 20     | 0    |               |